# UPT Ngestiboga II
UPT Ngestiboga II is een bestuurslaag in het regentschap Musi Rawas van de provincie Zuid-Sumatra, Indonesië. UPT Ngestiboga II telt 2263 inwoners (volkstelling 2010).